# Кряжево (Вологодская область)
Кряжево — деревня в Вологодском районе Вологодской области.
Входит в состав Новленского сельского поселения, с точки зрения административно-территориального деления — в Новленский сельсовет.
Расстояние по автодороге до районного центра Вологды — 71 км, до центра муниципального образования Новленского — 11 км. Ближайшие населённые пункты — Ростани, Орлово, Павлово, Бедрино.
По переписи 2002 года население — 5 человек.